# 约翰·巴丁
约翰·巴丁（英語：John Bardeen，1908年5月23日—1991年1月30日）是一名美國物理學家和工程師。他是唯一一個兩度獲得諾貝爾物理學獎的人：第一次是在1956年與威廉·肖克利和沃尔特·布拉顿一起發明電晶體；第二次是在1972年與利昂·庫珀和約翰·施里弗一起發明被稱為BCS理論的傳統超導現象的基本理論。
電晶體徹底改變了电子工业，使從電話到電腦的幾乎所有現代電子設備的發展成為可能，並開創了資訊時代。巴丁在超導方面的發展使他獲得他的第二個諾貝爾獎——被用於核磁共振光譜（NMR）、醫學磁共振成像（MRI）和超導量子電路。
巴丁在威斯康辛州出生和長大，在普林斯頓大學獲得物理學博士學位。在第二次世界大戰中服役後，他曾在貝爾實驗室擔任研究員，並在伊利諾大學擔任教授。1990年，巴丁被《生活》雜誌評為「本世紀最具影響力的100位美國人」之一。

## 生平

### 早年
1908年5月23日，約翰·巴丁出生在威斯康星州麥迪遜市。他是父亲查尔斯·拉塞尔·巴丁（Charles Russell Bardeen）博士与母亲海伦·哈默（Althea Harmer）的第2个儿子。他的父親是威斯康星大學麥迪遜分校解剖學教授和第1任醫學院院長。他的母亲海伦·巴丁結婚前曾任教於杜威實驗學校（J. Dewey The laboratory school，即今日芝加哥大學實驗學校），从事室內裝潢業務。結婚後她是一個艺术界活躍人物。
约翰·巴丁的很早就显现數學才能。他的七年級數學老師鼓勵巴丁繼續進修。約翰·巴丁12歲時，母亲因患癌症而病重。
巴丁在麥迪遜市的一所大學附属高中就讀。他也同时参加了另一所高中的额外课程。他的母亲在此期间去世。1923年，他从高中毕业，时年15岁。

### 高等教育经历
1923年，他考入威斯康星大學麥迪遜分校电机工程系。因為他不想像父亲一样成為學者，所以選擇了具有更好就業前景的工程學。大學期間，他參加了高校兄弟会“Zeta Psi”和高校学生荣誉组织“Tau Beta Pi”。他在本科阶段参加了所有自己感兴趣的数理方向的硕士研究生课程。他曾花費了1年時間在芝加哥工作，结果多拖了1年才畢業。1928年，巴丁获得電氣工程理學士学位。因学识积累丰富，他在威斯康辛大学升学就读硕士1年之后（1929年），就在列欧·皮特兹（Leo J. Peters）的指导下取得了电气工程硕士学位。他的數學導師是沃倫·韋弗和愛德華·凡弗萊克。他的主要物理導師是約翰·哈斯·布勞克·凡弗萊克，保羅·狄拉克、沃纳·海森堡和阿诺·索末菲也影響他很多。
1929年，巴丁未能進入劍橋大學三一學院就讀，留在威斯康星大学進行研究,担任电机工程研究助理1。后来，他去了海灣石油公司的研究部門“匹茲堡大学海湾研究实验中心”（University of Pittsburgh Applied Research Center）。1930年到1933年，巴丁在那里参与地球磁场及重力场勘测方法的研究。对工作厌倦之後，他于1933年又前往普林斯頓大學读博士。巴丁的论文选题方向是固態物理，导师是尤金·維格納。
1935年，还在完成论文的他收到了来自哈佛才俊协会（Society of Fellows at Harvard University）的邀请，并成为其初级研究会员。1935年到1938年，他在哈佛与約翰·凡扶累克和珀西·布里奇曼等人合作研究金属的内聚和導電性和原子核能级密度。1936年，他獲得普林斯頓大學數學物理博士學位。

### 加入貝爾實驗室
1938年到1941年间，巴丁担任明尼苏达大学助理教授，1941年到1945年在华盛顿海军军械实验室工作。1945年10月，約翰·巴丁在贝尔电话公司实验研究所研究半导体及金属的导电机制、半导体表面性能等问题。巴丁是固態物理組的成員。组长是威廉·肖克利和化學家斯坦利·摩根（Stanley Morgan）。其他组员还包括沃尔特·布拉顿、物理學家杰拉爾德·皮爾遜（Gerald Pearson），化學家羅伯特·吉尼（Robert Gibney），電子專家希爾伯特·摩爾（Hilbert Moore）和幾個技術員。他搬家到新澤西州萨米市。巴丁在麻薩諸塞州學校認識肖克利。巴丁在普林斯頓大學時代通過布拉顿的兄弟鮑勃·布拉顿認識了布拉顿。鮑勃·布拉顿也是普林斯頓大學的學生。無論是在實驗室或高爾夫球場，巴丁和布拉顿在週末把所有時間都放在實驗和组织理論。
該小組的任務是尋求一種固態放大器來取代易碎的真空管放大器。他們的第1個嘗試是根據肖克利的構想，使用从外部施加的電場来影響半導體的導電性。這些實驗用遍了各種材料和搭配，但是都失敗了。等到巴丁提出一种有关表面態的理論，研究才开始出现转机。巴丁猜想半導體物质的表面存在着一种机制，能激发出一种可防止自身被外场贯穿的特殊状态。小组于是将研究重点改为材料的表面状态，之后几乎每日都有长谈。小组的交流气氛很棒，众人都能各抒己见。
到1946年冬，巴丁他们已经有足够多的研究成果，于是向《物理評論》提交了一篇關於表面态的论文。布拉顿開始研究当亮光照射在半導體表面狀態时，其表面态有何可观察的物理变化。这项研究又多产出了几篇论文（其中有一篇有肖克利参与），不仅能更充分地解释他们之前实验失败的原因，还能估计表面态的分布密度。这些工作涉及到半导体、导线和电解质之间的点接触（point contacts），向前迈进了一大步。
摩尔建立了一种易于调节频率的电路，并建议使用一种不易蒸发的化学物质硼酸二醇（glycol borate，gu）。最终，当皮爾遜经肖克利的提醒，在P-N结两端的gu液滴上施加电压时，他们发现了显示能量已增幅的迹象。
1947年，巴丁和布拉顿发明了半导体三极管（双极性晶体管）。一个月后，肖克利发明了P-N结。晶体管效应的发现导致三人后来共同获得了1956年诺贝尔物理学奖。

### 任职伊利诺伊大學
在1951年，巴丁的朋友佛萊德·錫思幫巴丁說服伊利諾大學厄巴納-香檳分校，提供巴丁一份年薪一萬元的工作。巴丁由于和肖克利不合，接受了聘用後，離開貝爾實驗室，進入伊利诺大学香槟分校電機學院和物理學院擔任教授。巴丁建立了2個主要研究計畫，一個計畫在電機系，另一個在物理系。電機系的研究計畫是關於半導體實驗和理論，物理系的研究計畫是關於宏觀量子理論，特別是量子超導性和量子液體。他的第1個博士學生正是后来在1962年發明了LED的尼克·何倫亞克。
1950年代早期，巴丁就已经开始考虑超导电性的问题。他意识到电子与声子的相互作用是解决问题的关键。1953年，约翰·施里弗来到伊利诺大学，在巴丁的指导下攻读物理学博士学位，并选择超导问题作为博士论文题目。在普林斯顿高等研究院的杨振宁推荐下，刚从哥伦比亚大学获得博士学位不久的利昂·庫珀开始与巴丁和施里弗进行合作。1957年，巴丁和库珀、施里弗共同创立了BCS理论，对超导电性做出了合理的解释。他们三人后来也因此获得1972年诺贝尔物理学奖。巴丁也成为第一位，也是目前为止唯一一位两次获得诺贝尔物理学奖的人。
巴丁在1951-1975年間非常活躍，之後更成為榮譽教授。

## 个人生活
1938年，巴丁与简·麦克斯韦（Jane Maxwell）结婚，婚后育有两子一女。巴丁业余时间喜欢旅游和高尔夫球。

## 传记
- Lillian Hoddeson; Vicki Daitch.  [真正的天才：约翰·巴丁的科研与生活] 1. Washington, D.C.: Joseph Henry Press. 2002. ISBN 0-309-08408-3 （英语）.
  - 汉译版：Lillian Hoddeson; Vicki Daitch.  [旷世奇才——巴丁传]. 哲人石丛书. 文慧静 (翻译), 沈衡 (翻译) 1. 中国上海: 上海科技教育出版社. 2007 [2002]. ISBN 978-7-5428-4362-3 （中文（中国大陆））.[17]

## 纪念

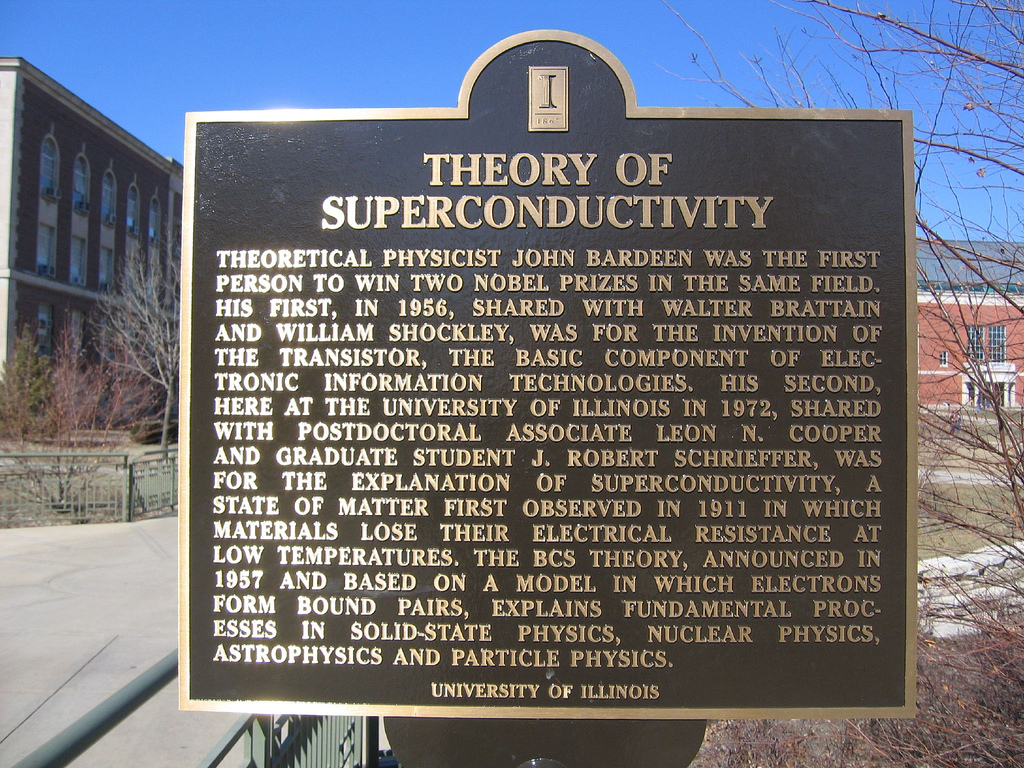
伊利诺伊大学香槟分校校园内纪念巴丁和超导理论的纪念牌。

## 参阅
- 晶体管
- BCS理论

### 文内引用
1. ↑  . The Boston Globe (Boston). December 25, 2000  [December 27, 2014]. （原始内容存档于March 1, 2016）.
2. 1 2  .   [2023-01-20]. （原始内容存档于2008-05-18）.
3. 1 2  Pippard, B. . Biographical Memoirs of Fellows of the Royal Society. 1994, 39: 20–34. S2CID 121943831. doi:10.1098/rsbm.1994.0002.
4. 1 2 3  约翰·巴丁在數學譜系計畫的資料。
5. ↑  . Chicago Tribune: Knight Ridder News Service. January 25, 2003  [August 3, 2007]. （原始内容存档于2015-12-08）.
6. ↑  Bardeen, J. . Proceedings of the Royal Society of London. Series A, Mathematical and Physical Sciences. 1980, 371 (1744): 77–83  [2023-01-20]. Bibcode:1980RSPSA.371...77B. ISSN 0080-4630. JSTOR 2990278. S2CID 121788084. doi:10.1098/rspa.1980.0059. （原始内容存档于2023-05-11）.
7. ↑  Hoddeson, Lillian and Vicki Daitch. True Genius: the Life and Science of John Bardeen. National Academy Press, 2002. ISBN 0-309-08408-3
8. ↑  . Washington Post. January 31, 1991  [August 3, 2007]. （原始内容存档于November 2, 2012）.
9. 1 2 3  True Genius: The Life and Science of John Bardeen, Joseph Henry Press, 2002.
10. ↑  旷世奇才：巴丁传 上海科技教育出版社 ,2007
11. ↑  . PBS.   [2007-12-24]. （原始内容存档于2011-02-20） （英语）.
12. ↑  David Pines. . physicsworld.com. 2003年5月1日  [2008年1月7日]. （原始内容存档于2007年10月20日）.
13. 1 2 3  . The Nobel Foundation.   [2007年11月1日]. （原始内容存档于2018年6月12日） （英语）.
14. ↑  见Hoddeson 2002，第117頁，摘录："Soon, however, life in Summit would become easy and rich for the Bardeens."
15. ↑  见Brattain，第127頁。
16. ↑  见Brattain，第132頁。
17. ↑  谢婧 (选稿). . 东方网. 2009年8月5日  [2018年5月22日]. （原始内容存档于2021年1月7日） （中文（中国大陆））.

### 补充来源
- Walter Brattain. . : 127 （英语）.